# HMS Pakenham (G06)
El HMS Pakenham (G06) fue un destructor de la clase P de la Royal Navy, fue construido y operado durante la Segunda Guerra Mundial. Encargado en inicios de 1942, tomó parte en la invasión de Madagascar, y en el sitio de Malta, después de esto fue neutralizado y hundido en una batalla contra los botes torpedo italianos en abril de 1943.

## Historial de servicio
El Pakenham fue ordenado desde Hawthorn Leslie and Company en Habburn el 2 de octubre de 1939, como parte del programa de emergencia, y estipulado con el nombre de Onslow el 6 de febrero de 1940. Su construcción inicio el  28 de enero de 1941. En agosto del mismo año, su nombre cambió a Pakenham. Fue dotado con facilidades adicionales para ser un líder de una flotilla,finalmente fue completado el 4 de febrero de 1942.
Bajo el comando del capitán Eric Barry Kenyon Stevens, el Pakenham viajó al océano índico en abril de 1942 para tomar parte en la operación Ironclad, en este contexto el buque hace un desembarco anfibio para capturar el puerto de Diego Suarez. Esta acción inicia la campaña británica para capturar la isla de Madagascar, la cual estaba controlada por la Francia de Vichy.
El Pakenham fue entonces transferido a la flota del mediterráneo, la cual tenía su base en Alejandría. Y es aquí donde toma parte en la parte de la operación Vigorous, esta operación trató de un intento fallido de escoltar a un convoy que llevaba suministro a la isla de Malta, en el contexto del sitio de Malta. En agosto del mismo año tomó parte en una operación de distracción durante la operación Pedestal, la cual buscaba llevar suministros a Malta, el resultado fue una victoria, pero con grandes bajas.
En octubre, el Pakenham fue uno de los buques que atacó y forzó a salir a la superficie al submarino alemán U-559. Evacuado por su tripulación, el submarino fue abordado por los hombres del Petard, los cuales encontraron códigos capturados, los cuales fueron recuperados antes de que hundiera el submarino.
En noviembre y diciembre participó en el envío de 2 convoyes con comida a malta (operación Stone Age y la operación Portcullis).
El Pakenham tuvo una serie de victorias en enero de 1943. En compañía del HMS Hursley hundieron el barco italiano Narvalo de la clase Squalo el día 14; luego, en solitario hundió el buque auxiliar naval italiano Tanaro el día 16; y junto con los buques Nubian y la griega Vasilissa Olga, el Pakenham hundió el día 18 el buque de transporte italiano Stromboli.

### Hundimiento
Ahora bajo el mando del comandante Basil Jones, en la mañana del 16 de abril, el Pakenham y el Paladin se enfrentaron a los botes torpedo italianos clase Spica: el Cigno y Cassiopea, los cuales escoltaban un convoy compuesto por el buque de transporte Belluno y el torpedero Tifone, el cual llevaba en sus bodegas combustible de aviación para la ciudad de Bizerta, Túnez (en esa época el territorio correspondiente estaba controlado por Italia) Mientras el Belluno y el Tifone se escapaban, la escolta delantera libró una breve acción, en la que Cigno fue inutilizado por disparos de Pakenham, luego torpedeado por Paladin y hundido. El Cassiopea se alejó cojeando y muy dañada. Sin embargo, en el combate el Pakenham había sido alcanzada 6 veces por los proyectiles del Cassiopea, inutilizando sus motores y una caldera. Diez miembros de su tripulación murieron en la acción. Entonces el Paladin intentó remolcarla a Malta, pero por la mañana la amenaza de ataques aéreos enemigos la obligó a embarcar con la tripulación del Pakenham y luego la hundió con un torpedo al suroeste de Sicilia en esta posición: 37°26′N 12°30′E / 37.433, 12.500.